# Kardffy Aisha
Kardffy Aisha (Budapest, 1999. március 30. –) színésznő, énekesnő.

## Életpályája
Édesanyja magyar, édesapja perzsa származású. Középiskolai tanulmányait a budapesti Madách Imre Gimnáziumban végezte, s még ez idő alatt korkedvezménnyel felvételt nyert a Budapesti Operettszínház stúdiójába, a Pesti Broadway Stúdióba, ahol 2018-ban végzett.
2016-tól a Budapesti Operettszínház tagja. Kálmán Imre Marica grófnő című operettjében játszotta első főszerepét, Lizát.
2019-ben Júliát játszotta a Rómeó és Júlia 15 éves jubileumi előadásában a Papp László Sportarénában.
2022-ben a átvehette a Budapesti Operettszínházban az évad legígéretesebb ifjú művészének járó Marsallbot-díjat. Többek között az Abigél Vitay Georginájáért, a Hegedűs a háztetőn Hódel-jéért, a Veszedelmes viszonyok Cécile de Volanges kisasszonyáért, illetve A Pendragon-legenda Lene Kretzsch-éért.
2023 őszén debütált a Madách Színházban, ahol a Szirtes Tamás által rendezett SIX című koncertmusicalben Anna von Kleve-t alakítja.
A 2023 novemberében, a Disney fennállásának 100. évfordulójára készített Kívánság című animációs film főszereplőjének, Ashának a magyarhangja.

## Főbb színházi szerepei
| Előadás címe                   | Szerep             | Bemutató éve | Rendező              | Színház / Helyszín                             |
| ------------------------------ | ------------------ | ------------ | -------------------- | ---------------------------------------------- |
| Jégvarázs                      | Anna               | 2025         | Szirtes Tamás        | Madách Színház                                 |
| Libikóka                       | Gittel             | 2024         | Csiby Gergely        | Art Színtér                                    |
| Csoportterápia                 | Jetti              | 2024         | Forgács Péter        | Veszprémi Petőfi Színház                       |
| A nyomorultak                  | Cosette            | 2024         | Szirtes Tamás        | Madách Színház                                 |
| A boldog herceg                | Fecskelány         | 2024         | Pányik Tamás         | TEMI Fővárosi Művelődési Háza                  |
| Az Orfeum mágusa               | Lona               | 2023         | Bozsik Yvette        | Budapesti Operettszínház                       |
| Six                            | Anna von Kleve     | 2023         | Szirtes Tamás        | Madách Színház                                 |
| Monte Cristo grófja            | Haydée             | 2023         | Vincze Balázs        | Budapesti Operettszínház                       |
| Lizzie                         | Lizzie Borden      | 2022         | Tucker András        | RaM Színház by Freelusion                      |
| Lévi’Story - A farmerkirály    | Haim / Hanna       | 2022         | Kerényi Miklós Gábor | Veszprémi Petőfi Színház                       |
| Mozart!                        | Constanze Weber    | 2022         | Somogyi Szilárd      | Veszprémi Petőfi Színház                       |
| Veszedelmes viszonyok          | Cécile de Volanges | 2022         | Kiss Csaba           | Budapesti Operettszínház (Kálmán Imre Teátrum) |
| A Pendragon-legenda            | Lene Kretzsch      | 2021         | Somogyi Szilárd      | Budapesti Operettszínház (Kálmán Imre Teátrum) |
| Hegedűs a háztetőn             | Hódel, Tevje lánya | 2021         | Bozsik Yvette        | Budapesti Operettszínház                       |
| Abigél                         | Vitay Georgina     | 2020         | Somogyi Szilárd      | Budapesti Operettszínház                       |
| Fatia Negra (Szegény gazdagok) | Anicza             | 2020         | Nagy Viktor          | Újszínház                                      |
| Sárkányszív                    | Mária              | 2020         | Moravetz Levente     | Moravetz Produkció                             |
| Titanic                        | Kate McGowan       | 2019         | Somogyi Szilárd      | Veszprémi Petőfi Színház                       |
| István, a király               | Réka               | 2019         | Székely Kriszta      | Budapesti Operettszínház                       |
| Rómeó és Júlia                 | Júlia              | 2019         | Kerényi Miklós Gábor | Papp László Sportaréna                         |
| Titanic                        | Kate Murphey       | 2019         | Somogyi Szilárd      | Szegedi Szabadtéri Játékok                     |
| Luxemburg grófja               | Juliette           | 2018         | Somogyi Szilárd      | Budapesti Operettszínház                       |
| Kékszakáll                     | Fleurette          | 2018         | Székely Kriszta      | Budapesti Operettszínház                       |
| Isten pénze                    | Belle              | 2017         | Somogyi Szilárd      | Budapesti Operettszínház                       |
| Riviera Girl                   | Claire Kemény      | 2017         | Kerényi Miklós Gábor | Budapesti Operettszínház                       |
| Marica grófnő                  | Liza               | 2016         | Kerényi Miklós Gábor | Budapesti Operettszínház                       |
| Lady Budapest                  | Mariska, szobalány | 2016         | Somogyi Szilárd      | Budapesti Operettszínház                       |

## Film- és sorozatszerepei
- Pokoli rokonok (2025) – Niki

## Szinkronszerepei
- Kívánság - Asha (énekhang is)

- Volt egyszer egy Stúdió - Asha (ének)

- Found - további magyarhang

- Wicked - Galinda / Glinda (énekhang is)

- Ellian és a mágikus kötelék - Ellian (énekhang is)
- Csúszós lejtő - Lisbeth